# العلاقات المغربية العمانية
العلاقات المغربية العمانية هي العلاقات الثنائية التي تجمع بين المغرب وسلطنة عمان.

## تأييد مبادرة الحكم الذاتي
عبّرت سلطنة عمان في بيان مشترك صدر على إثر انعقاد أشغال الدورة السابعة للجنة المشتركة المغربية – العمانية اليوم الأحد الموافق ل13 أبريل 2025 بمسقط، عن تأييدها للوحدة الترابية للمملكة المغربية وحقها في السيادة على كافة ترابها الوطني، معربة عن تقديرها لحكمة القيادة المغربية في التمسك بحل سلمي يخدم الأمن والاستقرار في المنطقة المغاربية.
كما أكدت أن مبادرة الحكم الذاتي الجدية والواقعية، التي تقدمت بها المملكة المغربية، هي الأساس لحل قضية الصحراء المغربية.
وهذا الاعتراف الصريح، جاء في بيان مشترك صدر على إثر انعقاد أشغال الدورة السابعة للجنة المشتركة المغربية – العمانية اليوم الأحد بمسقط، برئاسة ناصر بوريطة، وزير الشؤون الخارجية والتعاون الإفريقي والمغاربة المقيمين بالخارج، ونظيره العماني بدر بن حمد بن حمود البوسعيدي.

## مقارنة بين البلدين
هذه مقارنة عامة ومرجعية للدولتين:
| وجه المقارنة                                              | المغرب                                 | سلطنة عمان    |
| --------------------------------------------------------- | -------------------------------------- | ------------- |
| المساحة (كم2)                                             | 710.85 ألف                             | 309.50 ألف    |
| عدد السكان (نسمة)                                         | 36.07 مليون                            | 4.64 مليون    |
| الكثافة السكانية (ن./كم²)                                 | 50.74                                  | 14.99         |
| العاصمة                                                   | الرباط                                 | مسقط          |
| اللغة الرسمية                                             | اللغة العربية، أمازيغية معيارية مغربية | اللغة العربية |
| العملة                                                    | درهم مغربي                             | ريال عماني    |
| الناتج المحلي الإجمالي (بليون دولار)                      | 109.14 مليار                           | 72.64 مليار   |
| الناتج المحلي الإجمالي (تعادل القوة الشرائية) بليون دولار | 274.06 مليار                           | 179.49 مليار  |
| الناتج المحلي الإجمالي الاسمي للفرد دولار أمريكي          | 2.88 ألف                               | 15.55 ألف     |
| الناتج المحلي الإجمالي للفرد دولار أمريكي                 | 7.49 ألف                               | 38.63 ألف     |
| مؤشر التنمية البشرية                                      | 0.628                                  | 0.793         |
| رمز المكالمات الدولي                                      | +212                                   | +968          |
| رمز الإنترنت                                              | .ma                                    | عمان          |
| المنطقة الزمنية                                           | ت ع م+01:00                            | ت ع م+04:00   |

## منظمات دولية مشتركة
يشترك البلدان في عضوية مجموعة من المنظمات الدولية، منها:
| علم المنظمة | اسم المنظمة                                 | تاريخ انضمام المغرب | تاريخ انضمام سلطنة عمان |
| ----------- | ------------------------------------------- | ------------------- | ----------------------- |
|             | وكالة ضمان الاستثمار متعدد الأطراف          | 17 سبتمبر 1992      | 1989                    |
|             | منظمة التعاون الإسلامي                      | 25 سبتمبر 1969      | 1970                    |
|             | منظمة الشرطة الجنائية الدولية               | ?                   | ?                       |
|             | منظمة حظر الأسلحة الكيميائية                | ?                   | ?                       |
|             | المصرف العربي للتنمية الاقتصادية في أفريقيا | ?                   | ?                       |
|             | منظمة التجارة العالمية                      | 1995                | 2000                    |
|             | الفريق المعني برصد الأرض                    | ?                   | ?                       |
|             | الأمم المتحدة                               | 12 نوفمبر 1956      | 7 أكتوبر 1971           |
|             | صندوق النقد العربي                          | ?                   | ?                       |
|             | مؤسسة التمويل الدولية                       | 30 أغسطس 1962       | 1973                    |
|             | يونسكو                                      | 7 نوفمبر 1956       | 10 فبراير 1972          |
|             | مؤسسة التنمية الدولية                       | 29 ديسمبر 1960      | 1973                    |
|             | الاتحاد الدولي للاتصالات                    | 1 نوفمبر 1956       | 28 أبريل 1972           |
|             | الصندوق العربي للإنماء الاقتصادي والاجتماعي | ?                   | ?                       |
|             | جامعة الدول العربية                         | 1 أكتوبر 1958       | 1971                    |
|             | البنك الدولي للإنشاء والتعمير               | 25 أبريل 1958       | 1971                    |
|             | المنظمة الهيدروغرافية الدولية               | ?                   | ?                       |
|             | الاتحاد البريدي العالمي                     | ?                   | ?                       |
|             | المركز الدولي لتسوية المنازعات الاستشارية   | 10 يونيو 1967       | 1995                    |

## وصلات خارجية
- موقع وزارة الخارجية المغربية
- موقع وزارة الخارجية العمانية